# Fiona Kolbinger
Fiona Kolbinger, née le 24 mai 1995 à Bonn, est une coureuse amateure d'ultracyclisme allemande. Elle remporte la Transcontinental Race 2019 devant tous les autres cyclistes, hommes et femmes confondus.

## Biographie

### Enfance et études
Née à Bonn, Fiona Kolbinger grandit à Heidelberg où elle se rend quotidiennement à l'école à vélo, à 5 kilomètres. Elle pratique la natation mais qu'elle arrête rapidement car elle trouve ce sport trop compétitif avec ses frères et sœurs. À 16 ans, elle réalise son premier semi-marathon en deux heures et huit minutes. Deux ans plus tard, elle achève son premier marathon à l'âge de 18 ans, en moins de quatre heures,.
En 2014, alors âgée de 19 ans, elle effectue 1 800 km en douze jours entre l'Allemagne et Helsinki pour rendre visite à un ami. Après cette expérience, elle s'essaie au triathlon pendant ses études à l'Université. Après quelques compétitions elle renonce à ce sport, pour se concentrer uniquement au vélo.
Fiona Kolbinger étudie la chirurgie au département de chirurgie viscérale, thoracique et vasculaire de l'hôpital universitaire de l'université technique de Dresde,.

### Ultracyclisme
En 2017, elle participe à sa première audax et obtient son brevet de randonneur longue distance sur la Londres- Edimbourg - Londres, une épreuve de 1 400 km à rythme imposé. En parallèle, elle s'intéresse à la Transcontinental Race en suivant la course sur Internet et décide de s'entrainer pour y participer. Début 2019, elle effectue 6 000 km d'entrainement à vélo et 600 km de course à pied pour s'entrainer, en parallèle de ses stages en hôpital,.
Lors de la Transcontinental Race 2019, partie le 27 juillet 2019 de Bourgas en Bulgarie pour rejoindre Brest avec 263 autres cyclistes, dont 40 femmes, elle prend la tête de la course au troisième jour. Elle pédale 4 000 km  via la Bulgarie, la Serbie, la Croatie, la Slovénie, l'Italie, l'Autriche, la Suisse et la France, et finit première le 6 août  à l'arrivée  en 10 jours, 2 heures et 48 minutes. Malgré cette performance, elle déclare ne pas vouloir se professionnaliser dans le cyclisme et conserver cela comme un loisir, préférant échapper à la célébrité,.
Grâce à cette victoire, Fiona Kolbinger est nommée dans la liste des 100 femmes de la BBC en 2019.
La semaine suivante, elle boucle son premier Paris-Brest-Paris randonneur.
En 2021, elle co-publie une étude médicale sur les conséquences physique de l'ultracyclisme, par le biais d'un sondage auprès de 919 participants de courses longue distance, qui relève qu'une majorité d'entre eux souffrent de problèmes de reins à la suite de compétitions liés à la sur-consommation d'eau et la prise d'analgésiques. Elle participe également à la Two Volcano Sprint, entre l'Etna et le Vésuve, et termine à la 8e place.
En 2022, elle participe à la 8e édition de la Transcontinental Race, qui part de Grammont en Belgique pour rejoindre Bourgas en Bulgarie. Elle termine 8e du classement général, et première femme, en 10 jours 13 heures et 44 minutes.